# Heliconius hewitsoni
Heliconius hewitsoni is een vlinder uit de familie Nymphalidae.
De wetenschappelijke naam van de soort is, als Heliconia hewitsoni, voor het eerst geldig gepubliceerd in 1875 door William Chapman Hewitson, die daarbij echter aangaf dat de naam en de beschrijving afkomstig waren uit een manuscript van Otto Staudinger, zodat Staudinger als de auteur van de naam moet worden beschouwd.